# 마스지드 느가르

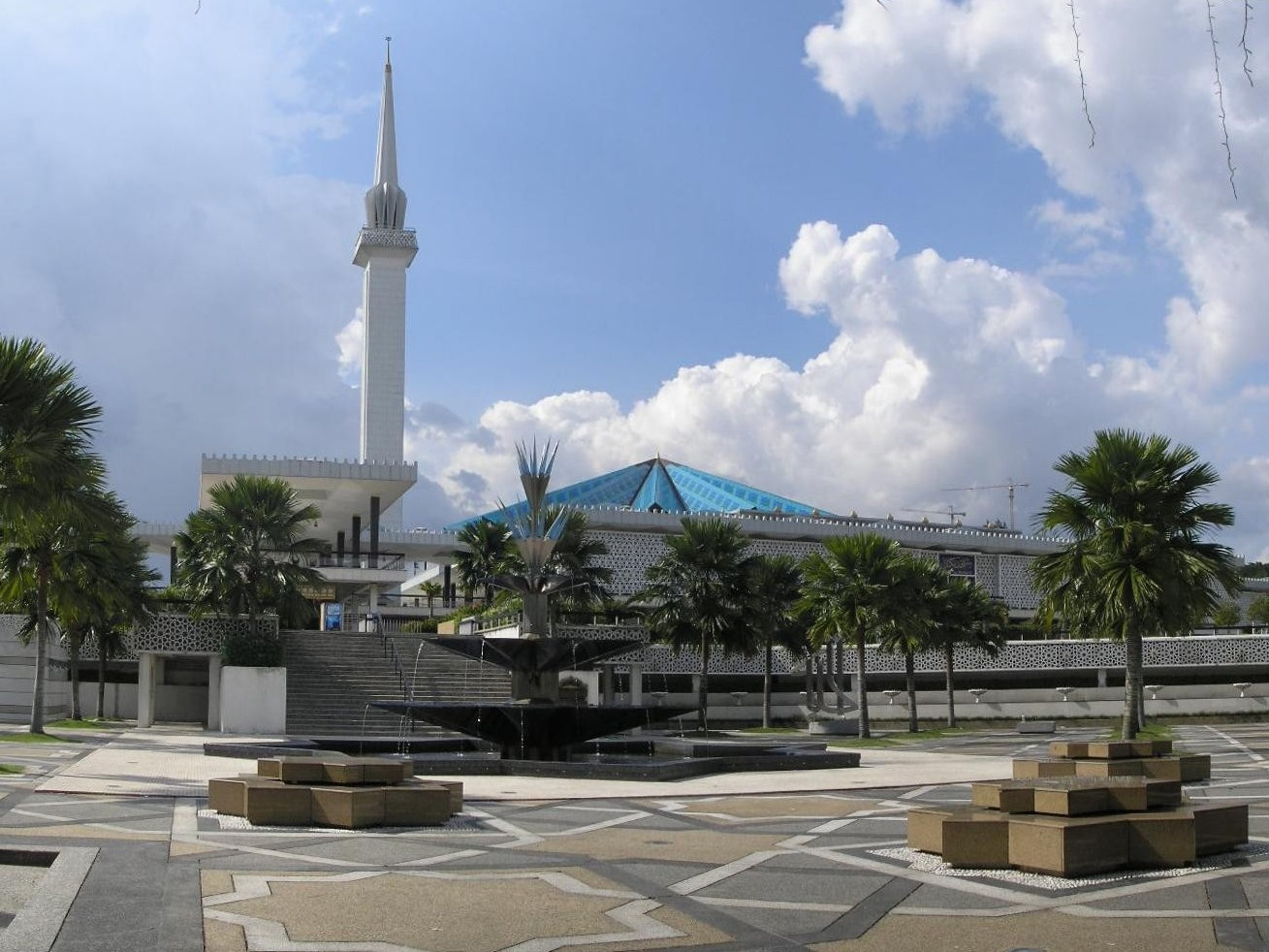

마스지드 느가르(말레이어: Masjid Negara)는 말레이시아 쿠알라룸푸르에 위치한 이슬람 사원이다. 총 15,000명을 수용하고 있으며 13에이커(53,000제곱미터) 정도 되는 아름다운 정원에 위치해 있다. 마스지드 느가르는 서말레이시아 발음이며 '마스지드 느가라'라고도 한다. 영어명칭인 국립 이슬람 사원(National Mosque)으로도 알려져 있다.
건물의 원구조물은 공공사업국(Public Works Department)에 소속된 3명의 팀(영국의 건축가 하워드 애슐리, 말레이시아인 히샴 알바크리와 바하루딘 카심)에 의해 설계되었다. 이 곳에는 1922년부터 교회인 베닝로신도복음교회홀이 위치하고 있었지만 정부의 조치에 따라 1965년 이 자리에 모스크를 건립하였다. 굵고 현대적인 철근콘크리트로 건축되었으며 당시 말레이시아 독립의 새로운 열망을 상징하였다.
주요 특색은 73m 높이의 뾰족탑과 주요 지붕의 16각 콘크리트 별이다. 회귀선과 비슷한 우산은 눈에 띄게 두드러지는데 열리는 우산(뾰족탑의 접힌 뚜껑)을 연상케 한다. 콘크리트 지붕의 접히는 접시는 주 모임회관으로서의 대공간을 만들기 위한 창의적인 해결책이다. 반사되는 호수와 분수의 물은 호수 밖으로 튀어나온다.

## 같이 보기
- 이슬람 건축
- 이슬람 미술
- 이스티클랄 모스크